# Kommunalförbundsindelning i Västra Götalands län

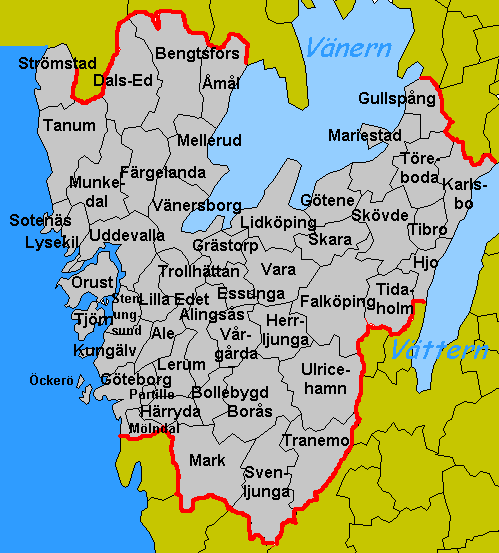
Kommuner i Västra Götalands län

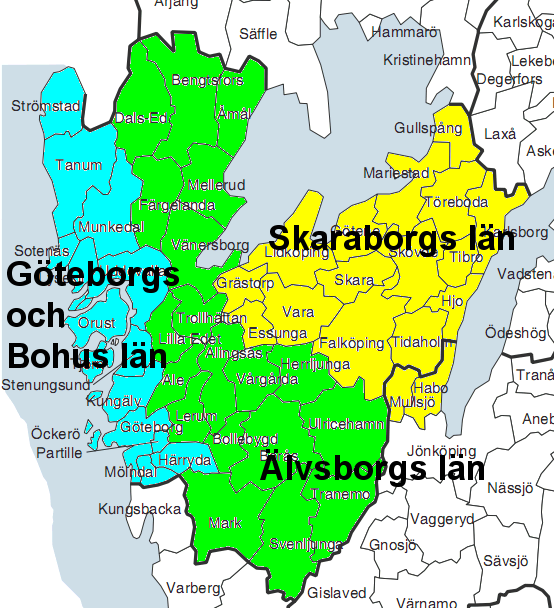
Länsindelningen före länssammanslagningen påminner mycket om kommunalförbunden.

Västra Götalands län delas in i olika områden för olika ändamål. Här redovisas kommunernas gruppering i kommunalförbund.

## Dalsland
Bengtsfors, Dals-Ed, Färgelanda, Mellerud och Åmål.

## Fyrbodal
Bengtsfors, Dals-Ed, Färgelanda, Lysekil, Mellerud, Munkedal, Orust, Sotenäs, Strömstad, Tanum, Trollhättan, Uddevalla, Vänersborg och Åmål.

## Göteborgsregionen
Ale, Alingsås, Göteborg, Härryda, Kungälv, Lerum, Lilla Edet, Mölndal, Partille, Stenungsund, Tjörn och Öckerö. Kungsbacka ligger inte i länet men är med i Göteborgs-grupperingen i flera sammanhang.

## Sjuhärad
Bollebygd, Borås, Herrljunga, Mark, Svenljunga, Tranemo, Ulricehamn, Vårgårda. Varberg ligger inte i länet men är med i kommunalförbundet.

## Skaraborg
Essunga, Falköping, Grästorp, Gullspång, Götene, Hjo, Karlsborg, Lidköping, Mariestad, Skara, Skövde, Tibro, Tidaholm, Töreboda och Vara.